# Timpton
Il Timpton (in russo Тимптон?) è un fiume della Russia siberiana orientale (Repubblica Autonoma della Jacuzia-Sacha), affluente di destra dell'Aldan nel bacino della Lena.
Nasce all'estremità meridionale della Jacuzia, dal versante settentrionale dei monti Stanovoj e scorre con direzione nord-orientale tagliando in due l'Altopiano dell'Aldan, di cui costituisce uno dei principali assi idrografici. Nel suo bacino sorgono le città di Nerjungri e Čul'man, gli unici centri abitati di un certo rilievo.
I principali affluenti del fiume sono Nel'gjuu (115 km), Sejmd'ė (142), D'oltulaach (123) dalla destra idrografica, Iengra (148), Čul'man (109), Chatami (156), Bol'šoj Yllymach (86) dalla sinistra.
Il Timpton, analogamente a tutti gli altri fiumi della zona, soffre di lunghi periodi di congelamento delle acque (metà ottobre - metà maggio), seguiti, in tarda primavera-estate, da abbondanti piene.